# Rubus pyramidaliformis
Rubus pyramidaliformis là loài thực vật có hoa trong họ Hoa hồng. Loài này được (Sudre) Ziel. miêu tả khoa học đầu tiên năm 1991.